# 數位密碼

另一個封面。

《數位密碼》（英語：Digital Fortress），中國大陸譯名《數字城堡》，是美國作家丹·布朗出版於1998年的科技懸疑小說，同時也是他的第一部作品。小說裡藉美國國家安全局的角色，探究了公民隱私和國家安全之間的界限。

## 劇情簡介
美國國家安全局秘密監聽網際網路，破解一切可能對國家安全造成威脅的加密訊息，因此也造成侵害個人隱私的疑慮。一位前國安局雇員，史上最傑出的密碼專家，號稱設計出一種無法破解的演算法——「數位堡壘」，並以此要脅國安局向大眾公開他們的秘密武器，能破解一切密碼的「譯密機」。日裔美籍密碼專家神秘猝死西班牙塞維亞，國安局為了避嫌，派遣一位不相關的局外人（為國安局一女姓員工的男友）前往西班牙拿取密碼專家身上的演算法，沒想到演算法被刻在密碼專家的戒指上，並且在死後不久就被當成普通戒指轉賣了出去，在塞維亞到處流動，並且整個過程已經被人盯上。而國安局內部也不平靜，一位雇員死在譯密機裡面，究竟誰才是內奸，引起一陣波瀾。

## 密碼破解
書末留有一條密碼，中文版讀者就算想破頭也解不開：
128-10-93-85-10-128-98-112-6-6-25-126-39-1-68-78
因為答案要對照英文原文小说，把密码中的每个數字所指的那一章節的第一個字母连起来。例如，第128章的原文是「When Susan awoke...」，得到谜底第一个字母“W”。最后結果依序如下：
WECGEWHYAAIORTNU
解密的方式是用書中稱為「凱撒平方」（跟凱撒密碼無關）的換位法（Transposition Cipher），將字母依序排成正方形：
WECG
EWHY
AAIO
RTNU
然後由上而下再从左至右讀取。
WEAREWATCHINGYOU
加入空格，即可得到內文：“We are watching you”「我們正在看著你」
可能是因為這件先例，後來出版《大騙局》的中文版時，中文版在類似的密碼後面附上了說明。

## 外部連結
- 丹·布朗官方網站 （页面存档备份，存于）
- 丹·布朗中文站 （页面存档备份，存于）
- Mathematical Fiction網站上的《數位密碼》專屬網頁，包括討論區、數學／電腦的評論文章和解密方法

## 相关阅读
- Quis custodiet ipsos custodes?——小说中刻在远诚友加戒指上的拉丁文谚语，意思是「监视之人谁来监视？」
- 棱镜事件——2013年5月底由爱德华·斯诺登披露出来的一个绝密级电子监听计划。